# Siegfried Lander von Spanheim
Siegfried, o Sievert, o ancora Lander von Spanheim (... – 31 marzo 1424), fu Gran Maestro dell'Ordine di Livonia, in carica dal 1415 al 1424, anno della sua morte.

## Biografia

### Primi anni di gestione
Come cavaliere dell'Ordine teutonico, von Spanheim fu commendatore presso Malbork (1411) e Viljandi (1413). Nel settembre del 1415, divenne Landmeister di Livonia.
Già dai primi anni in cui si insediò tentò di negoziare accordi di pace con diverse popolazioni confinanti, per evitare che potessero sorgere eventuali conflitti. Il culmine di questa strategia politica fu raggiunto nel 1417, quando l'Ordine di Livonia firmò un accordo di non belligeranza con la Repubblica di Pskov. Nel 1420, venne firmato un nuovo trattato, stavolta tra l'Ordine di Livonia e la Repubblica di Novgorod.

### La dieta di Livonia
La Confederazione di Livonia, nata nel 1228, prevedeva in teoria che un terzo delle terre conquistate doveva essere controllato dall'Ordine di Livonia ed i restanti due terzi dalla Chiesa. Nei fatti, la maggior parte della Livonia era controllata dai cavalieri di Livonia: nel corso dei secoli, furono frequenti schermaglie con i vescovi e la potente Lega Anseatica.
Sebbene l'Ordine teutonico stava conoscendo un periodo di profonda crisi dopo la sconfitta nella battaglia di Grunwald nel 1410, l'Ordine di Livonia riuscì a mantenere una vita indipendente: la decisione di Dietrich Tork, predecessore di von Spanheim nel ruolo di Gran maestro, di astenersi dalle ostilità sembrava ora dare i suoi frutti.
Nel 1418, Papa Martino V nominò Johannes Ambundii come Arcivescovo di Riga. Egli divenne noto come promotore della Confederazione di Livonia. Per risolvere controversie interne, nel 1419 venne costituita la Dieta di Livonia, con sede nella città di Valga. Essa era composta dall'Arcivescovo di Riga, i vescovi di Curlandia, Dorpat, Ösel-Wiek e Reval, da alcuni rappresentanti dell'Ordine di Livonia, dai vassalli e dai rappresentanti delle città di Riga, Reval e Dorpat. I contadini non erano rappresentati, anche se, di volta in volta, venivano invitati nel ruolo di osservatori. La funzione della stessa era quella di costituire definitivamente una sede in cui discutere delle problematiche e le questioni inerenti alla Confederazione di Livonia. In un primo momento, la maggioranza della Dieta si manifestò contraria allo strapotere dell'Ordine religioso, il quale preferiva non presiedere agli incontri sotto indicazione di von Spanheim. Tuttavia, di fronte alcune serie difficoltà a causa delle guerre con la Lituania, i livoniani iniziarono a partecipare alla Dieta per evitare di rimanere soli di fronte ad eventuali assalti.

### Morte
Siegfried Lander von Spanheim morì il 31 marzo 1424: prima che subentrasse il suo successore Cisse von Rutenberg, il ruolo di Gran maestro fu temporaneamente assunto da Dietrich Kra.